# Denkmal für Alexander III. (Liwadija)

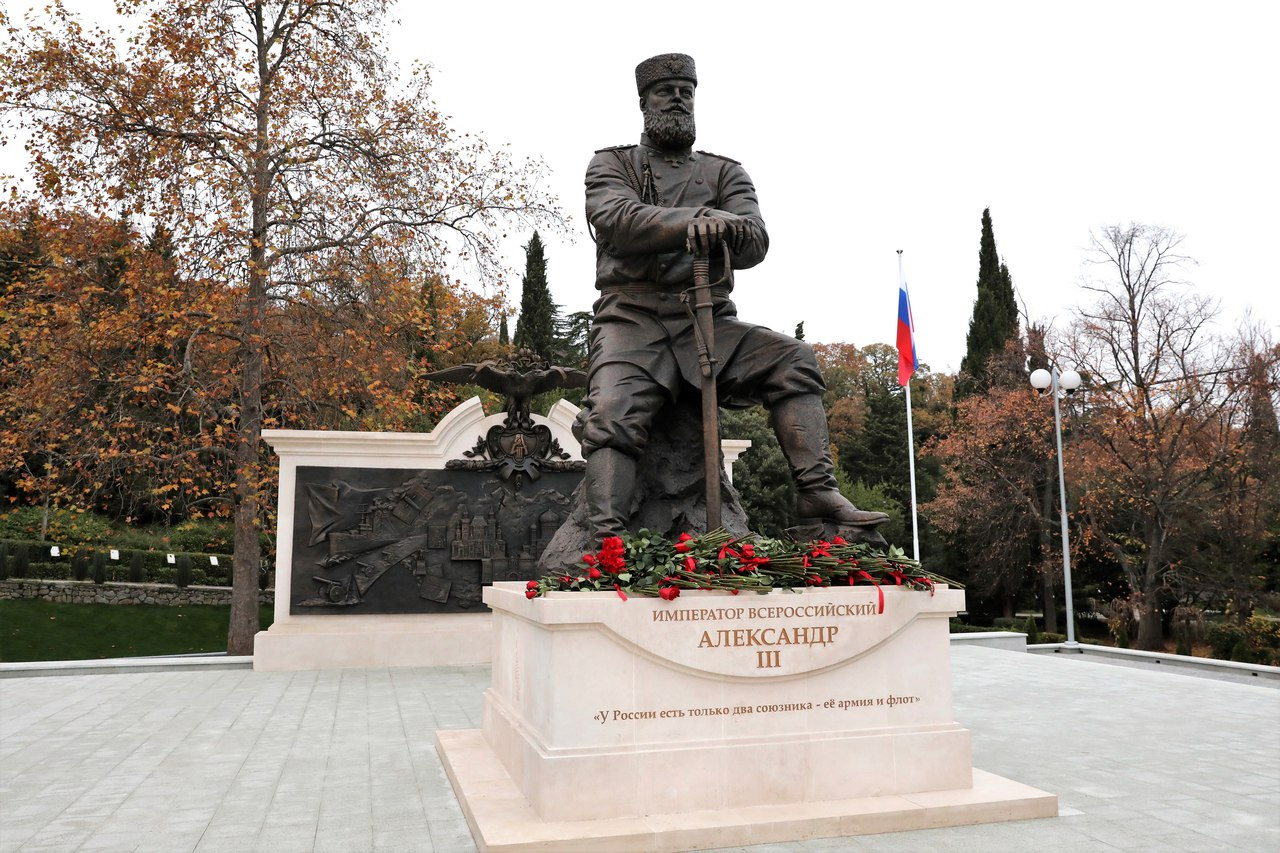

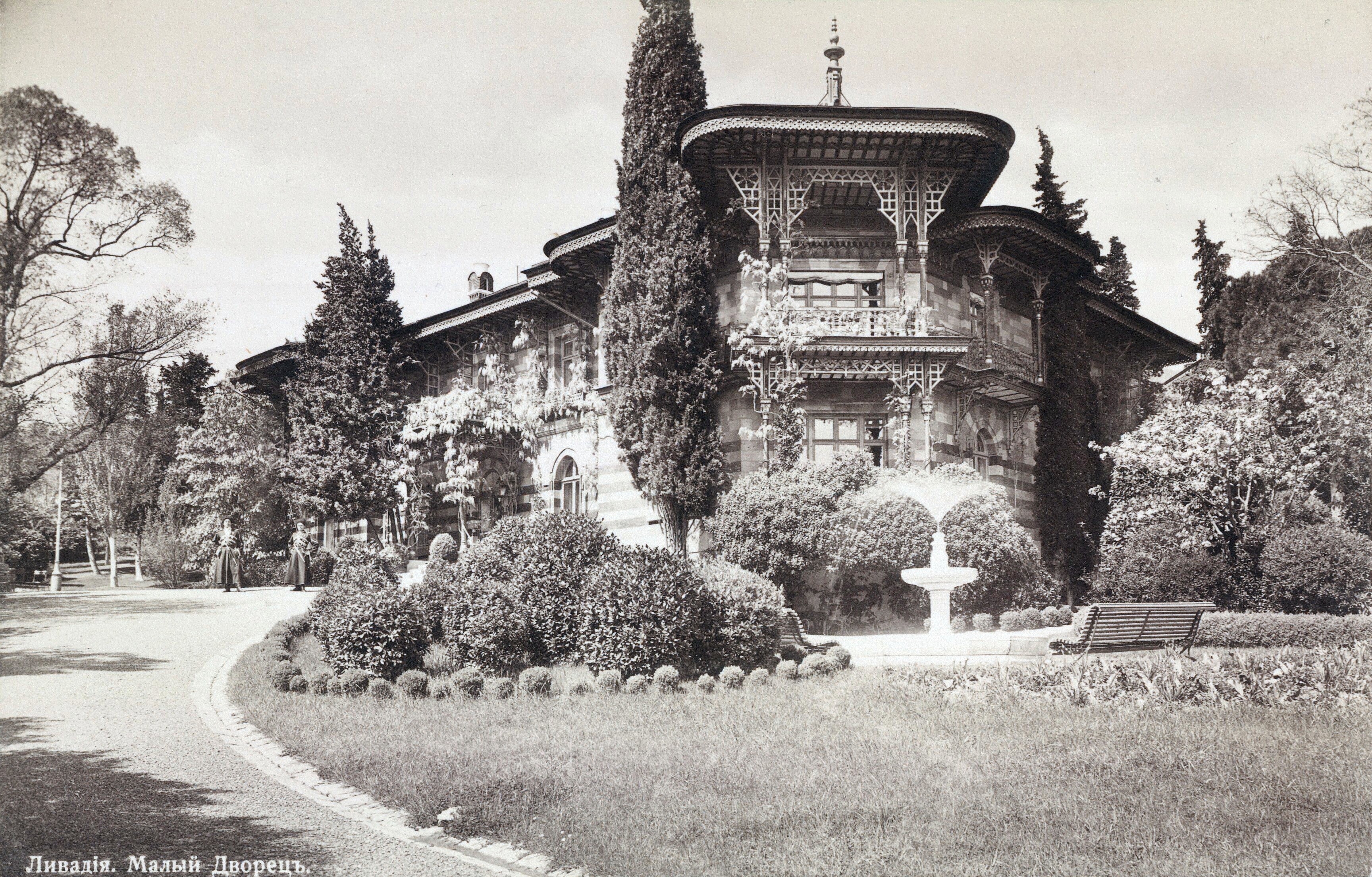
Der Kleine Liwadija-Palast

Das Denkmal für Kaiser Alexander III. von Russland (russisch Памятник императору всероссийскому Александру III) wurde 2017 in Liwadija von dem Bildhauer Andrei N. Kowaltschuk errichtet. Das Denkmal steht auf der Stelle des Kleinen Liwadija-Palastes, der ein beliebter Erholungsort Alexanders III. war. Hier starb der Zar im Jahr 1894. Der Palast wurde während des Krieges im Jahr 1942 zerstört.
Die massive, annähernd 4 m hohe, Bronzeskulptur zeigt den auf einem Baumstumpf sitzenden Zaren, der sich auf eine Schaschka stützt. Die Skulptur steht auf einem Marmorsockel, auf dem der bekannteste Ausspruch von Alexander III geschrieben ist: „У России есть только два союзника - её армия и флот“, also Russland hat nur zwei Verbündete - die Armee und die Marine. Hinter der Skulptur ist ein Relief, das die Tretjakow-Galerie, die Christ-Erlöser-Kathedrale, das Mosin-Nagant, das Moschaiski-Flugzeug und andere Motive zeigt. Das Relief ist mit der Skulptur des Doppeladlers gekrönt.
Das Denkmal wurde am 18. November 2017 in Anwesenheit des russischen Präsidenten Wladimir Putin enthüllt.
In der Nähe des Denkmals befindet sich  das Denkmal für Stalin, Roosevelt und Churchill.